# Ein fideles Haus
Ein fideles Haus (Original: Chalupáři) ist eine elfteilige tschechoslowakische Fernsehserie aus dem Jahre 1975. Sie wurde synchronisiert auch in zehn Folgen ab Dezember 1976 im 1. Programm des DDR-Fernsehens ausgestrahlt. Drehort war das Dorf Višňová.

## Handlung
Im Mittelpunkt der Familienserie stehen die zwischenmenschlichen Probleme im tschechoslowakischen Dorf Třešňová, vor allem die der beiden kauzigen Großväter Evžen Huml (Jiří Sovák) und Bohouš Císař (Josef Kemr) und deren zum Teil in Prag lebenden Familienmitgliedern.